# 센트고트하르드구

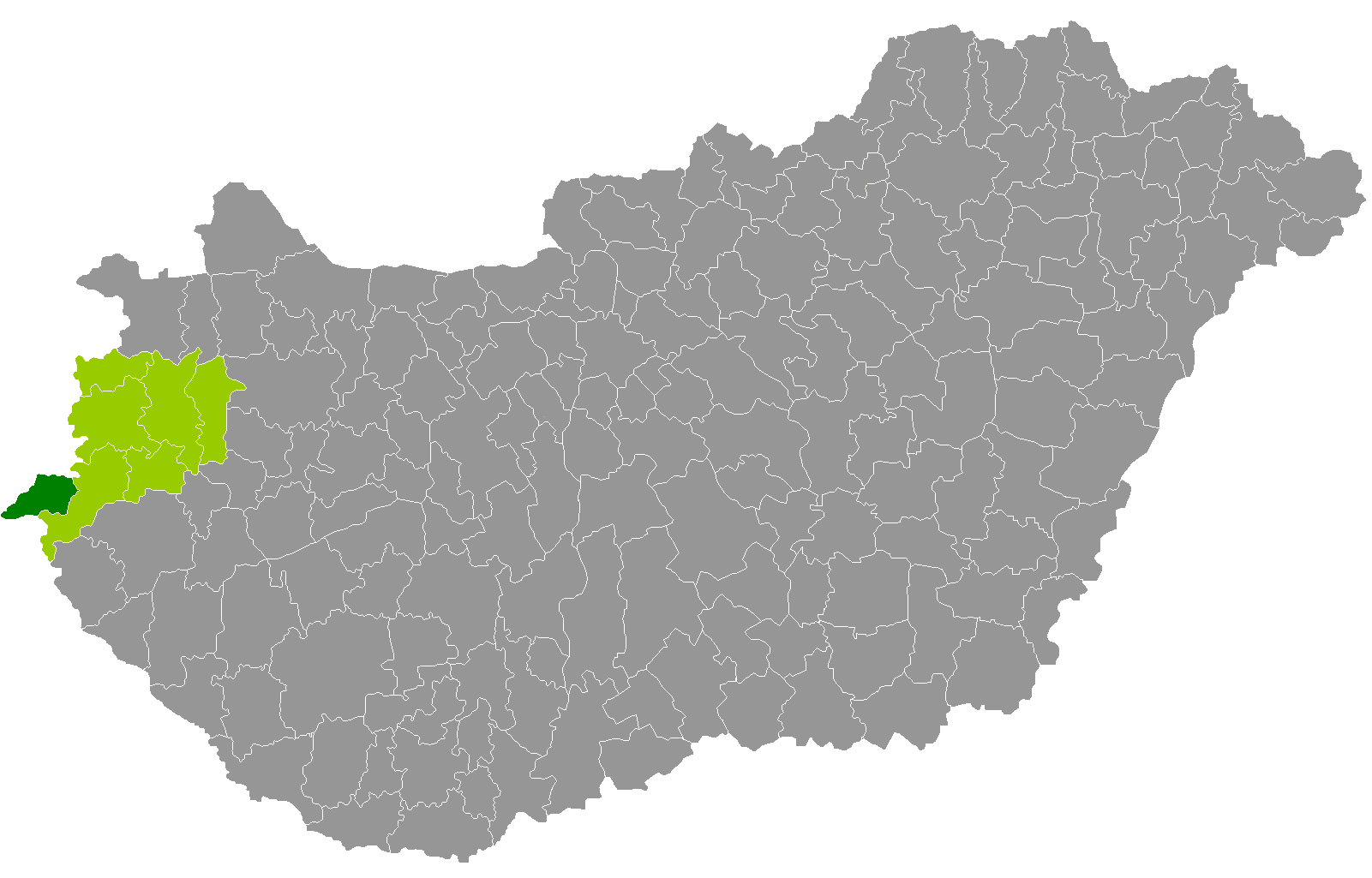
버시주 지도에 표시된 센트고트하르드구의 위치

센트고트하르드구(헝가리어: Szentgotthárdi járás)는 헝가리 버시주에 위치한 구로 구청 소재지는 센트고트하르드이며 면적은 255.04km2, 인구는 14,961명(2011년 기준), 인구 밀도는 59명/km2이다.
동쪽으로는 쾨르멘드구와 접하며 남쪽으로는 슬로베니아, 북쪽과 서쪽으로는 오스트리아와 국경을 접한다. 16개 지방 자치체(1개 시, 15개 마을)를 관할한다.

구 문장